# Draby
Pour le Pokémon homonyme, voir Draby.
Draby (prononciation [ˈdrabɨ]) est un village de la gmina de Działoszyn, du powiat de Pajęczno, dans la voïvodie de Łódź, situé dans le centre de la Pologne.
Il se situe à environ 6 kilomètres au sud-ouest de Działoszyn (siège de la gmina), 16 kilomètres au sud-ouest de Pajęczno (siège du powiat) et 91 kilomètres au sud-ouest de Łódź (capitale de la voïvodie).

## Administration
De 1975 à 1998, le village était attaché administrativement à l'ancienne voïvodie de Sieradz.

Depuis 1999, il fait partie de la nouvelle voïvodie de Łódź.